# Усть-Чебула
Усть-Чебула́ (рос. Усть-Чебула) — село у складі Чебулинського округу Кемеровської області, Росія.

## Населення
Населення — 686 осіб (2010; 681 у 2002).
Національний склад (станом на 2002 рік):
- росіяни — 99 %